# Histoires scélérates
Pour plus de détails, voir Fiche technique et Distribution.
Histoires scélérates (Storie scellerate) est un film italien réalisé par Sergio Citti, sorti en 1973.

## Synopsis
Deux jeunes condamnés à mort, attendant leur exécutions prochaine, se racontent mutuellement des histoires d'adultère.

## Fiche technique
- Titre : Histoires scélérates
- Titre original : Storie scellerate
- Réalisation : Sergio Citti
- Scénario : Sergio Citti et Pier Paolo Pasolini
- Production : Alberto Grimaldi
- Musique : Francesco De Masi
- Photographie : Tonino Delli Colli
- Montage : Nino Baragli
- Décors : Dante Ferretti
- Costumes : Inconnu
- Pays d'origine : Italie et France
- Format : Couleurs - 1,66:1 - Mono - 35 mm
- Genre : Comédie dramatique, policier
- Durée : 93 minutes
- Date de sortie : 1973 (Italie)
- Affiche : Jouineau Bourduge (France)

## Distribution
- Silvano Gatti : Duca di Ronciglione
- Enzo Petriglia : Nicolino
- Sebastiano Soldati : le pape
- Santino Citti : Il Padreterno
- Giacomo Rizzo : Don Leopoldo
- Gianni Rizzo : le cardinal
- Ennio Panosetti : Chiavone
- Oscar Fochetti : Agostino
- Fabrizio Mennoni : Cacchione
- Elisabetta Genovese : Bertolina
- Franco Citti : Mammone
- Ninetto Davoli : Bernardino
- Nicoletta Machiavelli : Caterina di Ronciglione
- Ettore Garofolo